# 蒙蒂勒勒塞克
蒙蒂勒勒塞克（法語：Monthureux-le-Sec，法語發音：[mɔ̃tyʁø lə sɛk] ⓘ）是法国大東部大區孚日省的一个市镇，属于讷沙托区。

## 地理
蒙蒂勒勒塞克（48°10'17"N, 6°1'32"E）面积11.36 平方千米，位于法国大東部大區孚日省，该省份为法国东北部内陆省份，北起默兹省和默尔特-摩泽尔省，西接上马恩省，南至上索恩省和贝尔福地区省，东临上莱茵省和下莱茵省。
与蒙蒂勒勒塞克接壤的市镇（或旧市镇、城区）包括：埃莱、阿雷维尔、勒蒙库尔、瑟农日、蒂耶尔、瓦勒鲁瓦勒塞克。

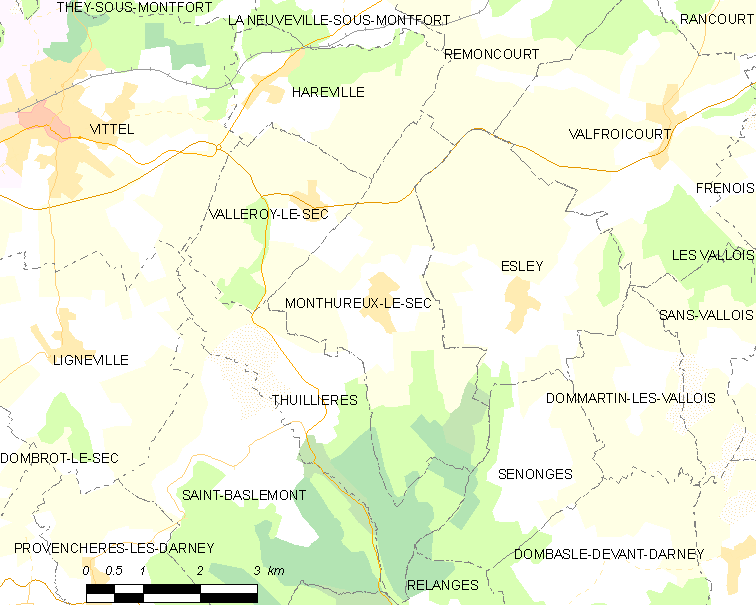
蒙蒂勒勒塞克的OSM定位图

蒙蒂勒勒塞克的时区为UTC+01:00、UTC+02:00（夏令时）。

## 行政
蒙蒂勒勒塞克的邮政编码为88800，INSEE市镇编码为88309。

## 政治
蒙蒂勒勒塞克所属的省级选区为维泰勒县。

## 人口

1962-2008年间蒙蒂勒勒塞克人口变化图示

蒙蒂勒勒塞克于2022年1月1日时的人口数量为174人。